# Francisco Chacón Medina y Salazar
Francisco Chacón Medina y Salazar (Sevilla, Corona de Castilla, Monarquía Hispánica 1669 - Cabo Passaro, Reino de Sicilia 11 de agosto de 1718) fue un mariscal de campo y caballero de la Orden de Calatrava que ejercería sucesivamente los cargos de alcalde mayor de Guajuapa y San Salvador, y de capitán general de las Islas Canarias; y que además participaría en la guerra de sucesión española, y que fallecería junto con gran parte de su escuadra en la batalla del cabo Passaro.

## Biografía
Francisco Chacón Medina y Salazar Triviño y Castañeda nació en Sevilla, Corona de Castilla de la Monarquía Hispánica, en el año de 1669, y su bautizo se efectuó el 9 de marzo de ese año; siendo hijo del marqués de la Peñuelas Gonzalo Chacón de Narváez y Treviño Guillamas y de Francisca Medina Salazar Castañeda y Villaseñor. Al crecer se dedicaría a la carrera de las armas, y serviría durante ocho años en la flota que de España iba a América, obteniendo el rango de capitán de Mar y tierra.
En 1692, el rey Carlos II lo designó como alcalde mayor de Guajuapa y Silacayoapa con el agregado de Nexapa; por lo que el 9 de julio de ese año se embarcaría hacia el Virreinato de Nueva España, en compañía de sus hermanos Fernando y Felix. Posteriormente, y luego de cumplir su mandato de alcalde mayor, se desempeñó como comandante de la almiranta (el buque de guerra que estaba en la segunda posición de liderazgo) de la flota de Azogues, y como tal participó, en el año 1702, en la batalla de Rande de la guerra de sucesión española, defendiendo el puerto de Vigo del ataque de navíos ingleses y holandeses.
El 7 de marzo de 1704 el rey Felipe V lo nombró como alcalde mayor de San Salvador, para que lo ejerciera durante un período de 8 años (lo cual era más que los 5 años que normalmente se otorgaba). El 20 de septiembre de 1705 se le concedería el hábito de la Orden de Calatrava, y el 8 de febrero de 1706 se embarcaría nuevamente hacia el continente americano junto con su criado Manuel Martínez; a su vez, ese mismo año de 1706 obtuvo (mediante un donativo de 40 doblones) a futuro el título de presidente-gobernador y capitán general de las Islas Canarias. El 8 de septiembre de ese año los oficiales de la real hacienda decretaron el cumplimiento de su nombramiento, y el 10 de ese mes y año se le otorgó título de teniente de capitán general de San Salvador; tomando posesión poco tiempo después.
Tuvo problemas con los ayuntamientos de San Salvador, San Miguel y San Vicente, los cuales lo acusaron de malos manejos de la administración; por lo que el 28 de octubre de 1708 la Real Audiencia de Guatemala, como medida de prevención, le ordenó que saliera de la jurisdicción de la alcaldía mayor de San Salvador y pasará a la de Sonsonate para que desde allí respondiera a los cargos formulados. El 19 de diciembre de ese año, se ordenaba por real provisión al oidor Juan Jerónimo Duardo que enviase al depositario general de Guatemala las cantidades resultantes de las ventas de los efectos pertenecientes a Chacón Medina. Por otro lado, su juicio de residencia, encomendado al licenciado Martín de Alesiaga y Zavala, se prolongó debido al trámite de extradición de Ignacio de Mugurusa (uno de los funcionarios, que se había fugado en el convento de la merced) y a que se seguían recibiéndose acusaciones, siendo concluido en el año de 1612.
Mientras aún se llevaba el juicio de residencia, el 20 de enero de 1709, obtuvo el permiso para pasar a ejercer como capitán general de las islas Canarias, tomando posesión en Santa Cruz de Tenerife el 20 de abril de ese mismo año; donde contraería matrimonio con Agustina de Robles (hija de Agustín de Robles Lorenzana, su predecesor en el cargo); y en cuyo mandato impondría derechos y regalías, y favorecería el comercio, ejerciendo dicho cargo hasta marzo de 1713.
En 1714 participó en el bloqueo de Barcelona, en la escuadra del almirante Andrés de Pez; con la cual iría a Génova a trasladar a la futura reina Isabel Farnesio, lo que no llegó a efectuarse, ya que Isabel realizó el viaje por tierra, por lo que retornaría a Barcelona; y luego que finalizase el sitio de esa ciudad se conduciría a Mallorca, estando la escuadra liderada por Pedro de los Ríos, en donde se podría fin a la guerra de sucesión española.
Serviría en el mediterráneo, y sería ascendido a a jefe de escuadra, quedando como general subordinado de la escuadra de Antonio Gaztañeta, que se había formado en Barcelona para la recuperación del Reino de Sicilia. El 19 de abril de 1718 la escuadra zarparía de Barcelona, en ella Chacón Medina iba al mando del navío Príncipe de Asturias, dirigiendo a su vez a una división de cuatro navíos que escoltaban un convoy de cien naves que transportaban a las tropas que desembarcaron en Palermo a finales del mes de julio de ese año.
El 11 de agosto de 1718, en las aguas del cabo Passaro, una escuadra inglesa liderada por el almirante sir George W. Byng sorprendió a la escuadra española, dando comienzo la batalla, en la que los navíos inglés superaron a la de los españoles, siendo el de Chacón Medina bombardeado por 3 navíos que mataron e hieron a la mayor parte de la tripulación; debido a que el barco se estaba hundiendo, ordenó arriar la bandera, pero falleció poco después por las heridas recibidas. Sus restos serían trasladados y enterrados en el Panteón de Marinos Ilustres ubicado dentro del recinto de la Población militar de San Carlos, en San Fernando (Cádiz).